# Mevlüt Asar
Mevlüt Asar (* 10. Mai 1951 in Konya, Türkei) ist ein türkisch-deutscher Schriftsteller und Dichter.

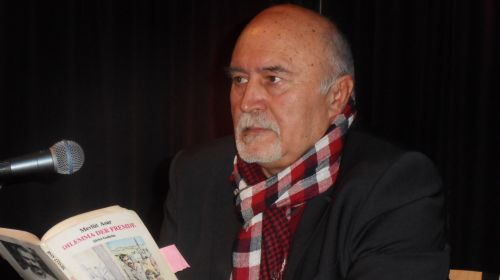
Mevlüt Asar, 2015

## Leben
Asar studierte Politikwissenschaften an der Universität Ankara. Während des Militärregimes in den Jahren 1971–1975 wurde er zweimal verhaftet, angeklagt und gefoltert. Ende 1977 siedelte er mit seiner Frau nach Deutschland über. Nach dem Studium „Deutsch als Fremdsprache“ an der Universität Köln arbeitet er von 1980 bis zu seiner Pensionierung 2014 als Lehrer und Übersetzer. Daneben war er Mitarbeiter der Regionalen Arbeitsstelle zur Förderung von Kindern und Jugendlichen aus Zuwandererfamilien (RAA) der Stadt Duisburg und Mitglied des Ausschusses für Multikulturelle Politik in der Gewerkschaft Erziehung und Wissenschaft in Nordrhein-Westfalen.
Nach Fakir Baykurts Tod im Jahr 1999 übernahm Asar die Leitung des Literaturcafés Fakir Baykurt, die der Dichter 1992 als Arbeitskreis unter dem Namen Literaturcafé im Internationalen Zentrum der VHS-Duisburg gegründet hatte.
Literarische Arbeiten von Asar selbst wurden inzwischen in mehreren Büchern und diversen, auch überregionalen Zeitungen und Zeitschriften veröffentlicht, so in der TAZ.
Sein „Mentor“ Fakir Baykurt beurteilte „Mevlüt Asars lyrisches Charisma“ einmal als „reichhaltig. Durch die Vieldeutigkeit seiner Verse gewinnt er die Zuneigung der Leser“.
Für die Westfälische Rundschau „spiegelt (sich) viel von der Heimatlosigkeit seiner persönlichen Biographie“ in der Lyrik Asars wider, deren Quintessenz „Gemeinsamkeit ausüben, einander näher kommen und Lieder zusammen singen“ sei. (Siegener Zeitung)

## Werke

### Deutsch
- Dilemma der Fremde. Gedichte. Gurbet İkilemi. Şiirler. Ortadoğu Druck und Verlag, Oberhausen 1986, ISBN 3-925206-37-X.
- Spuren im Herzen-Yürekte Kalan İzler. Hückelhoven, Verlag Anadolu, 2008, ISBN 978-3-86121-365-9.
- Lyrik und Hoffnung. BoD – Books on Demand, 2016, ISBN 978-3-7392-1129-9.
- Verlorenes Meer. Sonderpunkt Verlag, Juni 2017, ISBN 978-3-95407-077-0.

### Türkisch
- Aynadaki Kelebek, öykü, Nezih-Er Yayınları 2014, İzmir ISBN 978-605849271-4.
- Denizini Yitiren Martı, şiir, Nezih-Er Yayınları 2015, İzmir ISBN 978-605-9161-08-4.
- Aşkın Halleri, öykü-deneme, Nezih-Er Yayınları 2016, İzmir ISBN 978-605-9161-20-6.
- İki Ülke - İki Lisan - Bir İnsan, Kibele 2018, İstanbul ISBN 978-605-9467-20-9.
- Alman Edebiyatından Esintiler, Kanguru Yayınları 2020, Ankara ISBN 978-605-175-272-3.
- Gün Gelir, Kanguru 2020, Kanguru Yayınları 2020, Ankara ISBN 978-605-175-271-6.

### Beteiligung an Anthologien
- Uns reichts. Ein Lesebuch gegen Rechts. Hrsg.: Werkkreis Literatur der Arbeitswelt (Mit einem Vorwort von Wolfgang Thierse), ISBN 3-934852-43-2.
- Kreuzung-Kavsak. Ein Lesebuch (Deutsch/Türkisch). Schulbuchverlag Anadolu, Hückelhoven 1995, ISBN 3-86121-033-9.
- Gedichte, die in die Freundschaft fliessen-Dostluğa Akan Şiirler. Verlag Anadolu, Hückelhoven 2003, ISBN 3-86121-214-5.
- Soz ucar, yazi kalir: Das gesprochene verfliegt, das geschriebene bleibt. Deutsch, Türkisch, Dialog, Duisburg 2009, ISBN 978-3-9812594-2-1.
- Stimmenwechsel Poesie längs der Ruhr. Hrsg.: Literaturbüro NRW – Ruhrgebiet, Klartext Verlag, Essen 2010, ISBN 978-3-8375-0292-3.

## Auszeichnungen
- Fakir Baykurt Kulturpreis der Stadt Duisburg, 2016[1]
- 2021 Enver Gökçe Toplumcu Gerçekçi Şiir Ödülü (Enver Gökçe Lyrikpreis 2021 für sozial-realistische Dichtung)[2]